# Олимпиада по математическа лингвистика
Олимпиадата по математическа лингвистика, или само Олимпиада по лингвистика, е ученическа олимпиада, състояща се от 3 кръга: общински, областен и национален. В настоящия си формат олимпиадата се провежда ежегодно от 2003 г.

## Задачи
Задачите, използвани за олимпиадата по математическа лингвистика, по правило са самодостатъчни, т.е. за решаването им не е необходимо състезателят да е запознат с езика, върху който е съставена задачата. Естествено, предполагат се основни познания по лингвистика, математика и известна обща култура.

## Провеждане
Олимпиадата се провежда на три кръга: общински, областен и национален. Общото между тях е, че всеки кръг включва индивидуално решаване на 3 задачи за 4 часа. Възрастовите групи са две: 5-7 и 8-12 клас, като националният кръг е единствено за старшата група.

### Общински кръг
Общинският кръг на олимпиадата се състои по училищата, като оценяването се осъществява от организаторите по места. Въпреки че Националната комисия спуска примерна тема за общинския кръг, тази няма задължителен характер. Всеки желаещ има право на участие в първия кръг на олимпиадата но само учениците, получили повече от 75 точки, се класират за следващия кръг.

### Областен кръг
Вторият кръг на олимпиадата се провежда по едно и също време в областните градове, обикновено някоя събота или неделя от края на март или началото на април. За разлика от общинския кръг, работите на участниците се изпращат до Националната комисия за оценяване. Само учениците, получили от 75 точки нагоре имат право на участие в следващия кръг на олимпиадата.

### Национален кръг
Третият кръг се провежда в различен център на ученическата лингвистика всяка година и обхваща последните два дена на последната седмица на април или първата на май. Освен индивидуално състезание, националният кръг включва и отборно съревнование, с отбори обикновено от по 3 или 4 ученици. Оценяването на работите се извършва на място и резултатите се съобщават на тържествена церемония, на която биват раздавани грамоти и награди. Първенците от националния кръг получава правото да се съревновават на контролите за определяне на националния отбор на България за Международната олимпиада по лингвистика.